# Xã Harvester, Quận St. Charles, Missouri
Xã Harvester (tiếng Anh: Harvester Township) là một xã thuộc quận St. Charles, tiểu bang Missouri, Hoa Kỳ. Năm 2010, dân số của xã này là 20.573 người.